# Madżma Mubakir
Madżma Mubakir – wieś w Syrii, w muhafazie Aleppo, w dystrykcie Manbidż. W 2004 roku liczyła 160 mieszkańców.